# Metilación del ADN en el cáncer
La metilación del ADN en el cáncer desempeña una variedad de funciones, ayudando a cambiar las células sanas mediante la regulación de la expresión génica a un patrón de enfermedad de células cancerosas o células enfermas. Una de las desregulaciones de la metilación del ADN más estudiadas es la hipermetilación del promotor, donde las islas CPG en las regiones promotoras están metiladas, lo que contribuye o hace que los genes se silencien.
Todas las células de mamíferos que descienden de un óvulo fertilizado (un cigoto) comparten una secuencia de ADN común (excepto por nuevas mutaciones en algunos linajes). Sin embargo, durante el desarrollo y la formación de diferentes tejidos, los factores epigenéticos cambian. Los cambios incluyen modificaciones de histonas, metilaciones de islas CpG y reorganizaciones de cromatina que pueden causar el silenciamiento estable o la activación de genes particulares. Una vez que se forman los tejidos diferenciados, la metilación de la isla CpG generalmente se hereda de manera estable de una división celular a la siguiente a través de la maquinaria de mantenimiento de la metilación del ADN.
En el cáncer, se encuentran varios cambios mutacionales en los genes que codifican proteínas. Los cánceres colorrectales suelen tener de 3 a 6 mutaciones conductoras y de 33 a 66 mutaciones autoestopistas o pasajeros que silencian la expresión de proteínas en los genes afectados. Sin embargo, el silenciamiento transcripcional puede ser más importante que la mutación para causar el silenciamiento génico en la progresión hacia el cáncer. En los cánceres colorrectales, alrededor de 600 a 800 genes están silenciados transcripcionalmente, en comparación con los tejidos adyacentes de apariencia normal, por la metilación de la isla CpG. La represión transcripcional en el cáncer también puede ocurrir por otros mecanismos epigenéticos, como la expresión alterada de microARN .

## Las islas CpG son elementos de control frecuentes
Las islas CpG suelen tener una longitud de 200 a 2000 pares de bases, tienen un contenido de pares de bases C:G >50 % y tienen secuencias CpG 5' → 3' frecuentes. Alrededor del 70% de los promotores humanos ubicados cerca del sitio de inicio de la transcripción de un gen contienen una isla CpG .
Los promotores ubicados a una distancia del sitio de inicio de la transcripción de un gen también contienen frecuentemente islas CpG. El promotor del gen de reparación del ADN ERCC1, por ejemplo, se identificó y localizó unos 5.400 nucleótidos cadena arriba de su región codificante. Las islas CpG también ocurren con frecuencia en promotores de ARN no codificantes funcionales, como microARN y ARN no codificantes largos (lncRNA).

## La metilación de islas CpG en promotores silencia genes de forma estable
Los genes pueden silenciarse mediante la metilación múltiple de sitios CpG en las islas CpG de sus promotores. Incluso si el silenciamiento de un gen se inicia mediante otro mecanismo, a menudo sigue la metilación de los sitios CpG en la isla promotora CpG para estabilizar el silenciamiento del gen. Por otro lado, la hipometilación de las islas CpG en los promotores puede provocar una sobreexpresión génica.

## Hiper/hipo-metilación del promotor CpG en el cáncer
En los cánceres, la pérdida de expresión de los genes se produce unas 10 veces más frecuentemente por hipermetilación de las islas CpG del promotor que por mutaciones. Por ejemplo, en tumores de colon en comparación con la mucosa colónica adyacente de apariencia normal, se producen alrededor de 600 a 800 islas CpG muy metiladas en promotores de genes en los tumores, mientras que estas islas CpG no están metiladas en la mucosa adyacente. Por el contrario, como Vogelstein y otros, en un cáncer colorrectal normalmente hay solo alrededor de 3 a 6 mutaciones de conductor y de 33 a 66 mutaciones de autoestopista o pasajeras.

### Silenciamiento del gen de reparación del ADN en el cáncer
En los cánceres esporádicos, en ocasiones se descubre que una deficiencia en la reparación del ADN se debe a una mutación en un gen de reparación del ADN. Sin embargo, con mucha más frecuencia, la expresión reducida o ausente de un gen de reparación del ADN en el cáncer se debe a la metilación de su promotor. Por ejemplo, de 113 cánceres colorrectales examinados, solo cuatro tenían una mutación sin sentido en el gen de reparación del ADN MGMT, mientras que la mayoría tenía una expresión reducida de MGMT debido a la metilación de la región promotora de MGMT . De manera similar, entre 119 casos de cánceres colorrectales con deficiencia en la reparación del desajuste que carecían de la expresión del gen de reparación del ADN PMS2, 6 tenían una mutación en el gen PMS2, mientras que 103 PMS2 era deficiente porque su compañero de emparejamiento MLH1 estaba reprimido debido a la metilación del promotor (la proteína PMS2 es inestable en ausencia de MLH1). En los 10 casos restantes, la pérdida de expresión de PMS2 probablemente se debió a la sobreexpresión epigenética del microARN, miR-155, que regula a la baja MLH1.

### Frecuencia de hipermetilación de genes reparados del ADN en el cáncer
Veintidós genes de reparación de ADN con promotores hipermetilados y expresión reducida o ausente se encontraron entre 17 tipos de cáncer, como se enumeran en dos artículos de revisión. La hipermetilación del promotor de MGMT ocurre con frecuencia en varios tipos de cáncer, incluido el 93 % de los de vejiga, el 88 % de estómago, el 74 % de tiroides, el 40 %-90 % de colorrectales y el 50 % de cerebro.[cita requerida] Esa revisión también indicó que la hipermetilación del promotor de LIG4, NEIL1, ATM, MLH1 o FANCB ocurre con frecuencias entre el 33 % y el 82 % en uno o más de los cánceres de cabeza y cuello, cánceres de pulmón de células no pequeñas o cánceres de células no pequeñas carcinomas de células escamosas de cáncer de pulmón de células escamosas. El artículo La inactivación epigenética del gen del síndrome de Werner del envejecimiento prematuro en el cáncer humano indica que el gen de reparación del ADN WRN tiene un promotor que con frecuencia está hipermetilado en varios tipos de cáncer, con una hipermetilación que ocurre en el 11 % al 38 % de los cánceres colorrectales, de cabeza y cuello y de estómago, próstata, mama, tiroides, linfoma no Hodgkin, condrosarcoma y osteosarcoma (ver WRN).

## Probable papel de la hipermetilación de los genes de reparación del ADN en el cáncer
Como lo discutieron Jin y Roberston en su revisión, el silenciamiento de un gen de reparación del ADN por hipermetilación puede ser un paso muy temprano en la progresión hacia el cáncer. Se propone que dicho silenciamiento actúe de manera similar a una mutación de la línea germinal en un gen de reparación del ADN y predisponga a la célula y sus descendientes a la progresión hacia el cáncer. Otra revisión también indicó un papel inicial de la hipermetilación de los genes de reparación del ADN en el cáncer. Si un gen necesario para la reparación del ADN está hipermetilado, lo que resulta en una reparación deficiente del ADN, se acumularán daños en el ADN. El aumento del daño en el ADN tiende a causar un aumento de los errores durante la síntesis del ADN, lo que lleva a mutaciones que pueden provocar cáncer.
Si la hipermetilación de un gen de reparación del ADN es un paso temprano en la carcinogénesis, entonces también puede ocurrir en los tejidos de apariencia normal que rodean el cáncer del que surgió (el defecto de campo). Consulte la tabla a continuación.
| Cáncer                                  | Gene              | Frecuencia en Cáncer | Frecuencia en defecto de campo | Referencia. |
| --------------------------------------- | ----------------- | -------------------- | ------------------------------ | ----------- |
| Colorrectal                             | GMT               | 55%                  | 54%                            | [ 19 ]      |
| Colorrectal                             | MSH2              | 13%                  | 5%                             | [ 20 ]      |
| Colorrectal                             | WRN               | 29%                  | 13%                            | [ 21 ]      |
| Cabeza y cuello                         | GMT               | 54%                  | 38%                            | [ 22 ]      |
| Cabeza y cuello                         | MLH1              | 33%                  | 25%                            | [ 23 ]      |
| Cáncer de pulmón de células no pequeñas | Cajero automático | 69%                  | 59%                            | [ 24 ]      |
| Cáncer de pulmón de células no pequeñas | MLH1              | 69%                  | 72%                            | [ 24 ]      |
| Estómago                                | GMT               | 88%                  | 78%                            | [ 25 ]      |
| Estómago                                | MLH1              | 73%                  | 20%                            | [ 26 ]      |
| Esófago                                 | MLH1              | 77%-100%             | 23%-79%                        | [ 27 ]      |

Si bien los daños en el ADN pueden dar lugar a mutaciones a través de la síntesis de translesiones propensa a errores, los daños en el ADN también pueden dar lugar a alteraciones epigenéticas durante los procesos defectuosos de reparación del ADN. Los daños en el ADN que se acumulan debido a la hipermetilación de los promotores de los genes de reparación del ADN pueden ser una fuente del aumento de las alteraciones epigenéticas que se encuentran en muchos genes en los cánceres.
En un estudio inicial, que analizó un conjunto limitado de promotores transcripcionales, Fernandez y otros. examinaron los perfiles de metilación del ADN de 855 tumores primarios. Comparando cada tipo de tumor con su correspondiente tejido normal, 729 sitios de islas CpG (55% de los 1322 sitios de islas CpG evaluados) mostraron metilación de ADN diferencial. De estos sitios, 496 estaban hipermetilados (reprimidos) y 233 hipometilados (activados). Por lo tanto, existe un alto nivel de alteraciones de la metilación del promotor en los tumores. Algunas de estas alteraciones pueden contribuir a la progresión del cáncer.

## Metilación del ADN de los  microARN en el cáncer
En los mamíferos, los microARN (miARN) regulan la actividad transcripcional de alrededor del 60 % de los genes que codifican proteínas. Los miARN individuales pueden apuntar y reprimir la transcripción de, en promedio, aproximadamente 200 ARN mensajeros de genes que codifican proteínas. Los promotores de aproximadamente un tercio de los 167 miRNA evaluados por Vrba y otros. en los tejidos mamarios normales estaban diferencialmente hiper/hipometilados en los cánceres de mama. Un estudio más reciente señaló que los 167 miRNA evaluados por Vrba y otros. solo el 10% de los miARN encontrados se expresaron en tejidos mamarios. Este último estudio encontró que el 58 % de los miARN en el tejido mamario tenían regiones metiladas diferencialmente en sus promotores en los cánceres de mama, incluidos 278 miARN hipermetilados y 802 miARN hipometilados.
Un miARN que se sobreexpresa unas 100 veces en los cánceres de mama es el miR-182. MiR-182 se dirige al ARN mensajero de BRCA1 y puede ser una causa importante de la reducción de la expresión de la proteína BRCA1 en muchos cánceres de mama (ver también BRCA1 ).

## MicroARN que controlan los genes de la metiltransferasa del ADN en el cáncer
Algunos miARN se dirigen a los ARN mensajeros de los genes DNMT1, DNMT3A y DNMT3B de la ADN metiltransferasa, cuyos productos génicos son necesarios para iniciar y estabilizar las metilaciones del promotor. Como se resume en tres revisiones, los miARN miR-29a, miR-29b y miR-29c se dirigen a DNMT3A y DNMT3B; miR-148a y miR-148b a DNMT3B; y miR-152 y miR-301 a DNMT1. Además, miR-34b se dirige a DNMT1 y el propio promotor de miR-34b está hipermetilado y subexpresado en la mayoría de los cánceres de próstata. Cuando se altera la expresión de estos microARN, también pueden ser una fuente de hiper/hipometilación de los promotores de los genes que codifican proteínas en los cánceres.